# Râul Sava, Vedița
Râul Sava este un curs de apă, afluent al râului Vedița. 